# Australische Frauen-Cricket-Nationalmannschaft in Neuseeland in der Saison 2020/21
Die Tour der Australische Frauen-Cricket-Nationalmannschaft nach Neuseeland in der Saison 2020/21 fand vom 28. März bis zum 10. April 2021 statt. Die internationale Cricket-Tour war Bestandteil der Internationalen Cricket-Saison 2020/21 und umfasste drei WODIs und drei WTwenty20s. Australien gewann die WODI-Serie 3–0, während die WTwenty20-Serie 1–1 unentschieden endete.

## Vorgeschichte
Neuseeland spielte zuvor eine Tour gegen England, Australien zu Beginn der Saison beim Aufeinandertreffen mit Neuseeland in Australien.

## Stadien
Die folgenden Stadien wurde für die Tour ausgewählt.
| Stadion     | Stadt           | Kapazität | Spiele       |
| ----------- | --------------- | --------- | ------------ |
| Eden Park   | Auckland        | 50.000    | 3. WT20      |
| Seddon Park | Hamilton        | 10.000    | 1. WT20      |
| Bay Oval    | Mount Maunganui | 10.000    | 1. – 3. WODI |
| McLean Park | Napier          | 22.500    | 2. WT20      |

## Kaderlisten
Australien benannte seine Kader am 17. März 2021. Neuseeland benannte seine Kader am 21. März 2021.
| WODI | WODI | WTwenty20 | WTwenty20 |
| Neuseeland | Australien | Neuseeland | Australien |
| --- | --- | --- | --- |
| - Amy Satterthwaite (K) - Kate Anderson - Sophie Devine - Lauren Down - Maddy Green - Brooke Halliday - Hayley Jensen - Leigh Kasperek - Amelia Kerr - Jess Kerr - Frances Mackay - Rosemary Mair - Katey Martin (wk) - Hannah Rowe - Lea Tahuhu | - Meg Lanning (K) - Rachael Haynes (VK) - Darcie Brown - Nicola Carey - Hannah Darlington - Ashleigh Gardner - Alyssa Healy (wk) - Jess Jonassen - Tahlia McGrath - Sophie Molineux - Beth Mooney - Ellyse Perry - Megan Schutt - Molly Strano - Annabel Sutherland - Belinda Vakarewa - Tayla Vlaeminck - Georgia Wareham | - Sophie Devine (K) - Amy Satterthwaite (VK) - Lauren Down - Maddy Green - Brooke Halliday - Hayley Jensen - Fran Jonas - Amelia Kerr - Jess Kerr - Rosemary Mair - Frances Mackay - Katey Martin (wk) - Thamsyn Newton - Molly Penfold - Hannah Rowe | - Meg Lanning (K) - Rachael Haynes (VK) - Darcie Brown - Nicola Carey - Hannah Darlington - Ashleigh Gardner - Alyssa Healy (wk) - Jess Jonassen - Tahlia McGrath - Sophie Molineux - Beth Mooney - Ellyse Perry - Megan Schutt - Molly Strano - Annabel Sutherland - Belinda Vakarewa - Tayla Vlaeminck - Georgia Wareham |

## Women’s Twenty20 Internationals

### Erstes WTwenty20 in Hamilton
| 28. März Scorecard | Hamilton | Neuseeland 130-6 (20)            | – | Australien 133-4 (18) |
|                    |          | Australien gewinnt mit 6 Wickets |   |                       |

Australien gewann den Münzwurf und entschied sich als Feldmannschaft zu beginnen. Als Spielerin des Spiels wurde Ashleigh Gardner ausgezeichnet.

### Zweites WTwenty20 in Napier
| 30. März Scorecard | Napier | Australien 129-4 (20)            | – | Neuseeland 131-6 (20) |
|                    |        | Neuseeland gewinnt mit 4 Wickets |   |                       |

Neuseeland gewann den Münzwurf und entschied sich als Feldmannschaft zu beginnen. Als Spielerin des Spiels wurde Frances Mackay ausgezeichnet.

### Drittes WTwenty20 in Auckland
| 1. April Scorecard | Auckland | Australien 14-1 (2.5) | – | Neuseeland |
|                    |          | No Result             |   |            |

Neuseeland gewann den Münzwurf und entschied sich als Feldmannschaft zu beginnen. Das Spiel wurde nach einsetzenden Regenfällen abgebrochen.

## Women’s One-Day Internationals

### Erstes WODI in Mount Maunganui
| 4. April Scorecard | Mount Maunganui | Neuseeland 212 (48.5)            | – | Australien 215-4 (38.3) |
|                    |                 | Australien gewinnt mit 6 Wickets |   |                         |

Australien gewann den Münzwurf und entschied sich als Feldmannschaft zu beginnen. Als Spielerin des Spiels wurde Megan Schutt ausgezeichnet.

### Zweites WODI in Mount Maunganui
| 7. April Scorecard | Mount Maunganui | Australien 271-7 (50)          | – | Neuseeland 200 (45) |
|                    |                 | Australien gewinnt mit 71 Runs |   |                     |

Neuseeland gewann den Münzwurf und entschied sich als Feldmannschaft zu beginnen. Als Spielerin des Spiels wurde Rachael Haynes ausgezeichnet.

### Drittes WODI in Mount Maunganui
| 10. April Scorecard | Mount Maunganui | Australien 149-7 (25/25)       | – | Neuseeland 128-9 (25/25) |
|                     |                 | Australien gewinnt mit 21 Runs |   |                          |

Neuseeland gewann den Münzwurf und entschied sich als Feldmannschaft zu beginnen. Als Spielerin des Spiels wurde Alyssa Healy ausgezeichnet.

## Auszeichnungen

### Player of the Series
Als Player of the Series wurden der folgende Spieler ausgezeichnet.
| Serie | Player of the Series |
| ----- | -------------------- |
| WODI  | Megan Schutt         |
| WT20  | –                    |

### Player of the Match
Als Player of the Match wurden die folgenden Spielerinnen ausgezeichnet.
| Spiel   | Player of the Match |
| ------- | ------------------- |
| 1. WODI | Megan Schutt        |
| 2. WODI | Rachael Haynes      |
| 3. WODI | Alyssa Healy        |
| 1. WT20 | Ashleigh Gardner    |
| 2. WT20 | Frances Mackay      |
| 3. WT20 | –                   |